# Da capo
Da capo [da ˈkaːpo] é um termo musical da língua italiana que significa do início, habitualmente abreviado: D.C..
É uma diretiva, numa partitura, do compositor ou do editor para repetir a parte prévia da música, Em pequenas peças musicais é a mesma coisa que a diretiva de "repetição"; mas, em obras extensas, como em sinfonias para orquestras, D.C. pode ocorrer depois de uma, ou mais do que uma, marca de repetição de pequenas partes, indicando o retorno desde o início. O resultado estrutural da peça, em geral, é em Forma ternária. Algumas vezes o compositor indica a parte a ser repetida, por exemplo: Menuet da capo. Em ópera, onde uma ária desta estrutura é chamada de Aria da capo, a secção a ser repetida é muitas vezes improvisada com notas ornamentais.
A exclamação "da capo" é uma aclamação por uma audiência. A peça foi tão boa que você quer ouvi-la novamente desde o início.

## Variações das marcas
As diretivas de repetição podem aparecer das seguintes maneiras:
- Da capo al fine (D.C. al fine): repete-se do início até a palavra fine
- Da capo al coda (D.C. al coda): repete-se do início até um ponto indicado e então toca-se uma parte final de nome coda